# José Guzmán y Manrique
José Guzmán y Manrique Ruiz (Almoguera, 10 de diciembre de 1809-21 de enero de 1871) fue un político español. 

## Familia y negocios
Pertenecía a una familia noble de gran arraigo en la provincia de Guadalajara, los Guzmán, que habían ocupado cargos concejiles en la ciudad desde el siglo XVII. El 1 de abril de 1836 entró en posesión de un mayorazgo de los Gutiérrez, que había recaído en su bisabuelo, Bernardo Manrique, y que él recibió en herencia por línea preferente, legado que fue impugnado por María del Carmen Fominaya, aunque finalmente ganó el pleito cuando los mayorazgos ya se habían extinguido.
Realizó sus estudios primarios con los Padres Jesuitas y los primeros cursos de Filosofía en el Colegio de Santo Tomás de Aquino de los dominicos, ambos en Madrid. En 1830 finalizó sus estudios en la Universidad de Alcalá y volvió a Almoguera para hacerse cargo de los negocios familiares. Como consecuencia de la Desamortización de Mendizábal, adquirió fincas con un valor de poco más de mil reales.

## Política

### Político progresista
De ideología liberal, al comenzar la Primera Guerra Carlista se alistó en la Milicia Nacional con el grado de teniente y en 1835 fue elegido alcalde constitucional de Almoguera. El 16 de agosto de 1836 sufrió un atentado carlista que le dejó manco del brazo izquierdo y malhirió a su esposa y a su hija. Al año siguiente tuvo que abandonar precipitadamente su casa, asaltada y arruinada por una partida carlista. En un primer momento se unió a la columna que para combatir a los enemigos de Isabel II se había organizado en Cuenca, pero finalmente se trasladó con su familia a Madrid.
Al finalizar la guerra, volvió a Guadalajara y allí, identificado con el Partido Progresista, tomó parte activa en el levantamiento de 1840, que acabó llevando al general Baldomero Espartero como regente, siendo elegido diputado provincial y volviendo a las filas de la Milicia Nacional en el batallón constituido en Cabanillas del Campo.
Fue elegido representante de la provincia de Guadalajara en septiembre de 1843, pero la hegemonía política de los moderados le hizo abandonar toda actividad institucional en 1844 y volvió de nuevo a Almoguera para encargarse de sus asuntos particulares. Progresista convencido, participó en la revolución de 1854 que desplazó del poder a los moderados. Elegido de nuevo diputado para las Cortes Constituyentes defendió posiciones consecuentemente democráticas.
Una vez más, la reacción de los liberales moderados, que disolvieron violentamente las Cortes en 1856, le devolvió a su tierra natal. No por eso se desanimó y se mantuvo activo en la defensa de sus ideas. El 24 de agosto de 1868, cuando la inquietud popular anunciaba la quiebra inminente de la monarquía de Isabel II, fue detenido por la Guardia Civil. Activo en la conspiración de los partidos políticos que habían firmado el Pacto de Ostende, cuando triunfó la Revolución de 1868 y se constituyó una nueva Diputación Provincial interina, el 8 de octubre, fue diputado provincial junto a Diego García Martínez, que la presidió, Ramón Ortega Gordo, Melitón Gil, Santiago Gil y Joaquín Verdugo.
En enero de 1869 fue candidato, con el respaldo de todos los liberales de la provincia, en una lista unitaria llamada de Concordia Liberal, que se hizo pública mediante un manifiesto que firmaron los principales dirigentes de la elite progresista alcarreña, entre los que se encontraba.

### Elección y actividad parlamentaria
José Guzmán y Manrique fue elegido diputado en todos los procesos electorales que durante el reinado de Isabel II marcaron el triunfo del Partido Progresista.
En los comicios celebrados el 27 de febrero de 1843, la Diputación de Guadalajara avaló una lista progresista integrada por Mariano Delgrás Rivas, Vicente Peiró y Narciso Riaza. Pero las disensiones que aquejaban a los progresistas a causa de la política del general Baldomero Espartero tuvieron como consecuencia una abstención tan alta que ninguno de los candidatos consiguió superar el 50% de los votos, por lo que fue necesario convocar nuevos comicios, que se celebraron en el mes de abril. En la segunda vuelta, los tres candidatos superaron el número de votos exigido y pudieron ocupar sus escaños en el Congreso de los Diputados, quedando José Guzmán Manrique como diputado suplente. Lo breve de esta legislatura, menos de seis meses, no hizo necesario que sustituyese a ninguno de los diputados electos.
Convocadas nuevas elecciones en el mes de septiembre de 1843, por la coalición triunfante de moderados y progresistas antiesparteristas, se presentó como candidato al Congreso de los Diputados, obteniendo un amplio respaldo electoral, pues fue el segundo diputado con mayor número de votos en la circunscripción de Guadalajara. Ocupó su escaño el 26 de octubre de 1843, ingresando en las secciones segunda y quinta, y formó parte de la comisión parlamentaria encargada de la comunicación presidida por Francisco Silvela. Formó parte de la minoría progresista, siendo uno de los dieciséis diputados que se mostraron contrarios a conceder a Isabel II la mayoría de edad antes de lo establecido en la Constitución de 1837. Se dio de baja en la Cámara el 10 de julio de 1844.
En 1854 salió de nuevo elegido en una candidatura de orientación progresista y en el Congreso se mostró contrario a la política gubernamental de los generales Baldomero Espartero y Leopoldo O'Donnell, que le parecía alicorta e insuficiente, por lo que se aproximó a los demócratas, situándose en la extrema izquierda de aquella Cámara constituyente hasta su violenta disolución en 1856.
En 1869 volvió a salir elegido diputado para las nuevas Cortes Constituyentes y, siempre en la línea más avanzada del liberalismo, se integró en las filas del Partido Republicano Federal, minoría activa desde la que votó en contra del mantenimiento de la monarquía en España.